# أومورا (ناغاساكي)
مدينة أومورا (بالإنجليزية: Ōmura)‏ هي أحد المدن التابعة لمحافظة ناغاساكي. تأسست رسميًا في 11/02/1942. ويقدر عدد سكانها بـ 89650 نسمة حسب تقدير مكتب الإحصاء الياباني لعام 2012. تبلغ مساحة أومورا 126.34 كم2. بكثافة سكانية تبلغ 710 نسمة/كم2.

## أعلام
- تاإيرا شيجي
- هانتارو ناغاوكا